# 長月みそか
長月 みそか（ながつき みそか、1971年9月30日 - ）は、日本の漫画家、イラストレーター、広告デザイナー。男性。東京都出身・在住。ペンネームは誕生日（9月＝長月 30日＝みそか）から来ている。
男性向け成人向け漫画を執筆していたほか、一般向け漫画や小説の挿絵等の執筆も行っている。広告デザイナーと二足の草鞋を履いて活動しているため寡作である。

## 略歴
- 2003年8月 - 『コミックエルオー』Vol.3（茜新社）の『ぷりーず ぷりーず みー』でデビュー。当時31歳と比較的遅咲きの作家であるが、デビュー以前の漫画活動の経歴はほとんどなく、茜新社にスカウトされるきっかけになった同人誌『すてぃるぶるー』（単行本『あ でい いんざ らいふ』巻末に収録）が最初の創作漫画だったという。デビュー後は成人向け漫画を不定期に執筆する。
- 2005年5月 - 芳文社の4コマ漫画誌『まんがタイムきららキャラット』において『HR〜ほーむ・るーむ〜』の月刊連載を開始。2008年2月まで続くが、その間成人向け漫画は事実上休業となり、『コミックエルオー』で始めていた『べすと おぶ まいらぶ』シリーズは未完結となる。
- 2009年4月 - 『まんがタイムきららフォワード』において『少女素数』連載開始。連載は2013年4月号まで続いた。
- 2010年10月 - 少年画報社のTSアンソロジーコミック誌『チェンジH』において『のぞむのぞみ』連載開始。同誌休刊中は『月刊ヤングキング』にて3ヵ月ごとに掲載され、新装刊に伴って『チェンジH』に戻り『トランススイッチ』でも継続掲載し完結。
- 2014年4月 - 少年画報社の百合アンソロジーコミック誌『メバエ』にて『ぽあんと』を掲載。

## 作風
画風として、素朴で丸みを帯びたキャラクターが挙げられる。グレースケールのCG作画であるが、柔らか味のある薄墨風のタッチとなっており、デジタルを感じさせない。
思春期の青少年の表裏を大胆かつ繊細に描写しており、成長や恋愛に対する畏怖と憧憬を主題とした作品が多い。
いくつかの作品群に同じキャラクターが登場しており、時間軸も共有されたザッピング状態になっている。一般向け作品に成人向け作品のキャラクターやエピソードをクロスオーバーさせるなど、内容がリンクしている部分があるが、それぞれ単体でも十分楽しめるような構成となっている。
一般向けと成人向けいずれにおいても、ペンネームを変えずに活動している。
橋沢市
デビュー作『あ でい いんざ らいふ』から『HR〜ほーむ・るーむ〜』と『そこテストにでます!』で舞台となった架空の町。主に山葉第二中学校が舞台となるが、その他の作品でも舞台となった場所が同市内にあることが、『HR〜ほーむ・るーむ〜』1巻カバー下の作者の作成した地図からみて取れる。

## 作品リスト

### 書籍
成人向け作品
- 『あ でい いんざ らいふ』 2004年、茜新社〈TENMACOMICS LO〉、ISBN 4-87182-707-0

一般向け作品 （芳文社 まんがタイムKRコミックス）
- 『HR〜ほーむ・るーむ〜』 2005年 - 2008年、全2巻
- 『少女素数』 2009年 - 2013年、全5巻
- 『そこテストにでます!』[6]
  1. 2015年10月13日発売、ISBN 978-4-8322-4625-6
  2. 2016年9月12日発売、ISBN 978-4-8322-4742-0

一般向け作品 （その他）
- 『のぞむのぞみ』 2012年 - 2014年、少年画報社〈TSコミックス〉、全2巻
- 『でいとりっぱー』 KADOKAWA〈電撃コミックスNEXT〉、全2巻
  1. 2016年6月27日発売[7][8]、ISBN 978-4-04-892135-0
  2. 2017年6月27日発売[9]、ISBN 978-4-04-892974-5
- 『マンガで読む心のクスリ』 （原作：ゆうきゆう、少年画報社〈ヤングキングコミックス〉）
  1. 2017年11月27日発売[10]、ISBN 978-4-7859-6121-3
- 『限界超えの天賦は、転生者にしか扱えない －オーバーリミット・スキルホルダー－』（原作：三上康明、キャラクターデザイン：大槍葦人、漫画：長月みそか、KADOKAWA〈電撃コミックスNEXT〉）、既刊6巻（2025年3月27日現在）
  1. 2021年6月25日発売[11]、ISBN 978-4-04-913855-9
  2. 2022年3月25日発売[12]、ISBN 978-4-04-914324-9
  3. 2022年12月26日発売[13]、ISBN 978-4-04-914833-6
  4. 2023年10月26日発売[14]、ISBN 978-4-04-915326-2
  5. 2024年6月26日発売[15]、ISBN 978-4-04-915758-1
  6. 2025年3月27日発売[16]、ISBN 978-4-04-916317-9

### 書籍未収録作品
- しあわせの暗示 （コアマガジン『コミックメガプラス』Vol.1 2003年10月）[17]
- 学校で教わる大事なコト （コアマガジン『コミックメガプラス』Vol.6 2004年3月）[17]
- 七緒のやせがまん （三和出版『おもらし倶楽部』 2004年10月）[17]
- ふらいんぐ ぶるーみん （茜新社『コミックエルオー』Vol.13 2005年1月[注 1]）[17][18]
- べすと おぶ まいらぶ （茜新社『コミックエルオー』）
  - I Can't tell you why （Vol.21 2005年10月）[17][19]
  - the girl from yesterday （2006年5月号 2006年3月）[17][20]

### 挿絵
小説
- 『くうそうノンフィク日和』 小柳粒男著、2008年6月4日発売[21]、講談社〈講談社BOX〉、ISBN 978-4-06-283666-1
- 『りべんじゃー小戦争 〜まち封鎖』 小柳粒男著、2008年9月3日発売[22]、講談社〈講談社BOX〉、ISBN 978-4-06-283674-6
- 『ゲンソウ現実日和』小柳粒男著、2009年3月4日発売[23]、講談社〈講談社BOX〉、ISBN 978-4-06-283692-0

小説以外
- 「野外Hの教科書 『恥ずかしさ』の操作術」 （マニアックラブ研究会編、2012年11月20日発売[24]、三和出版）ISBN 978-4-7769-0922-4
- 『失禁少女の基礎知識 女の子のおもらしのひみつ』 （マニアックラブ研究会編、2013年3月29日発売[25]、三和出版）ISBN 978-4-7769-0986-6

### その他
- 『ひだまりスケッチ×365』（第2話提供バックイラスト、2008年）